# ツースラ対空兵器博物館
トゥースラ対空兵器博物館はフィンランドの軍事博物館である。フィンランド南部、ウーシマー県、トゥースラのヒュリュラ市に位置する。
正式名称はIlmatorjuntamuseo（対空兵器博物館）。
フィンランド国防軍が運用した兵器の中でも、対空火器、機材を中心に収蔵、展示を行っている軍事博物館である。

## 概要
フィンランドが独立を果たしたのは第一次世界大戦中の帝政ロシア崩壊の時期と一致し、独立以前は長期に渡って国軍を所有が認められていなかったのだが、独立後いち早く空軍の創設と増強が行われていた。
その為冬戦争や継続戦争において、フィンランドは陸戦火器は非常に不足していたが、一方で軍全体の規模からは考えられないほど巨大な航空設備、対空能力を保有しており、加えて各国から高射機関砲や大口径の高射砲も多種供与された事で雑多な対空兵器を所有するに至った。
そして戦後はソビエト連邦から地対空ミサイルなどが供与される一方で、東欧のように西側諸国との交流が絶たれることもなかった為に、イギリスなどからもミサイルを輸入することが出来た。
こうした各国の対空兵器が、一つの博物館として整理、一般公開出来る程に揃っていた事で、世界的にも珍しい対空兵器専門の博物館として開館に至った。

## 展示品目
小火器
- マキシム機関銃
- ラハティ L-39 対戦車銃
- ヴィッカース重機関銃

対空砲
- 2 cm Flak 30
- ブレダ 20mm対空砲
- 3.7 cm FlaK 36/37
- ボフォース 40mm機関砲
- シュコダ M1937 75mm高射砲（英語）
- M1914 76mm高射砲
- 88mm FlaK37

対空ミサイル
- S-125 ネヴァー地対空ミサイル
- サンダーバード地対空ミサイル（英語）

車両
- ウラル-375D
- M42ダスター自走高射機関砲
- L-62アンティ II

火器以外
- フーガ・マジステール
- P-18対空レーダー
- ヴルツブルグレーダー

## その他
パロラ戦車博物館やハメーンリンナ砲兵博物館の例に漏れず、近隣にフィンランド陸軍の対空部隊が駐屯している。
入館料は4ユーロ。5月～8月の11:00～17:00のみ一般開放されており、これ以外のオフシーズンと月曜日は基本的に休館となっている。
兵器以外の展示としては、ヘルシンキに存在した防空作戦室の再現がなされている他、博物館作成のプロモーションビデオの閲覧が可能。

## ギャラリー

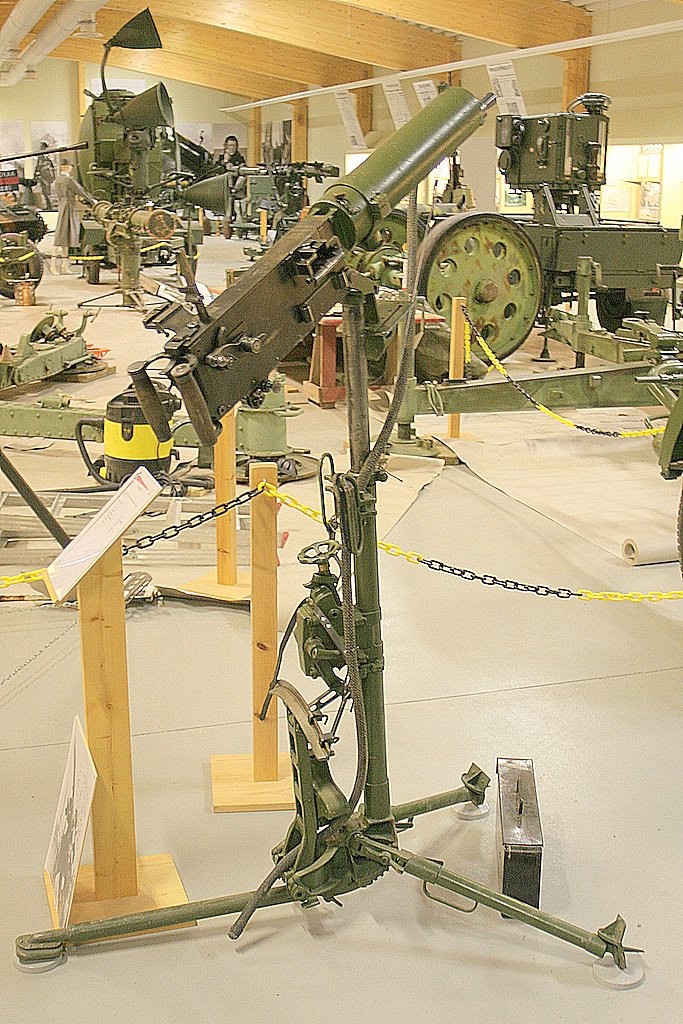
マキシム機関銃
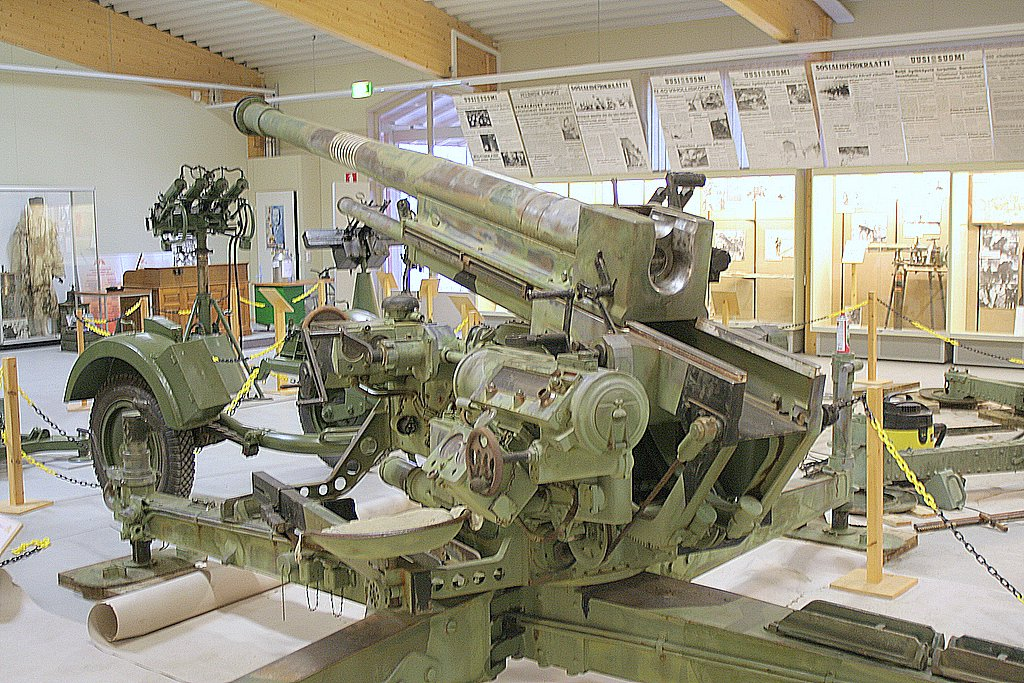
シュコダ M1937 75mm高射砲
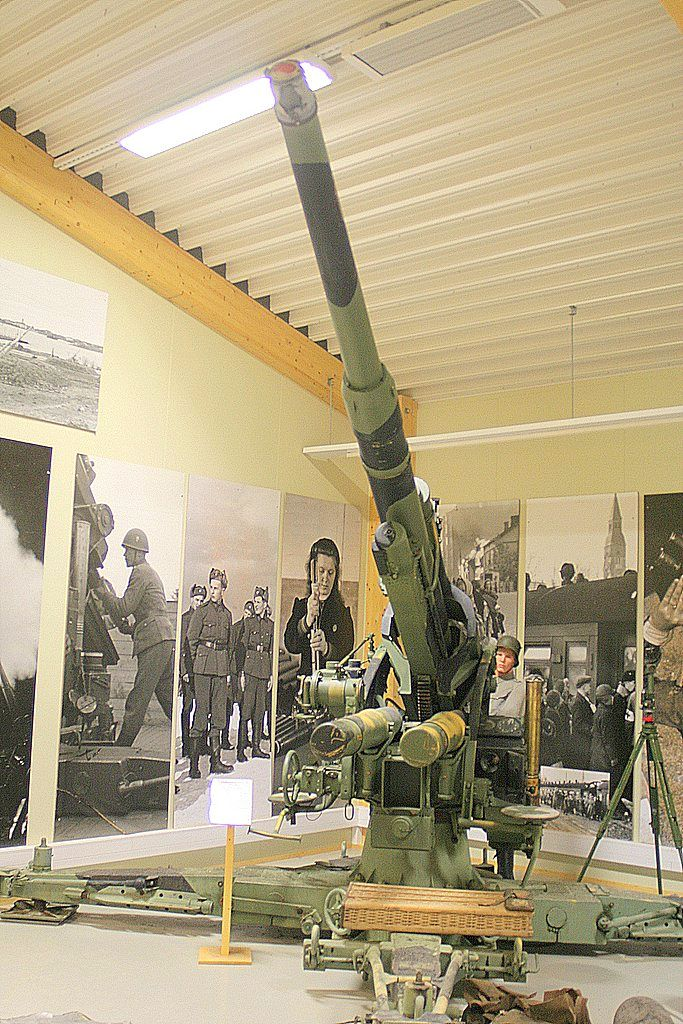
88mm FlaK37 射撃形態
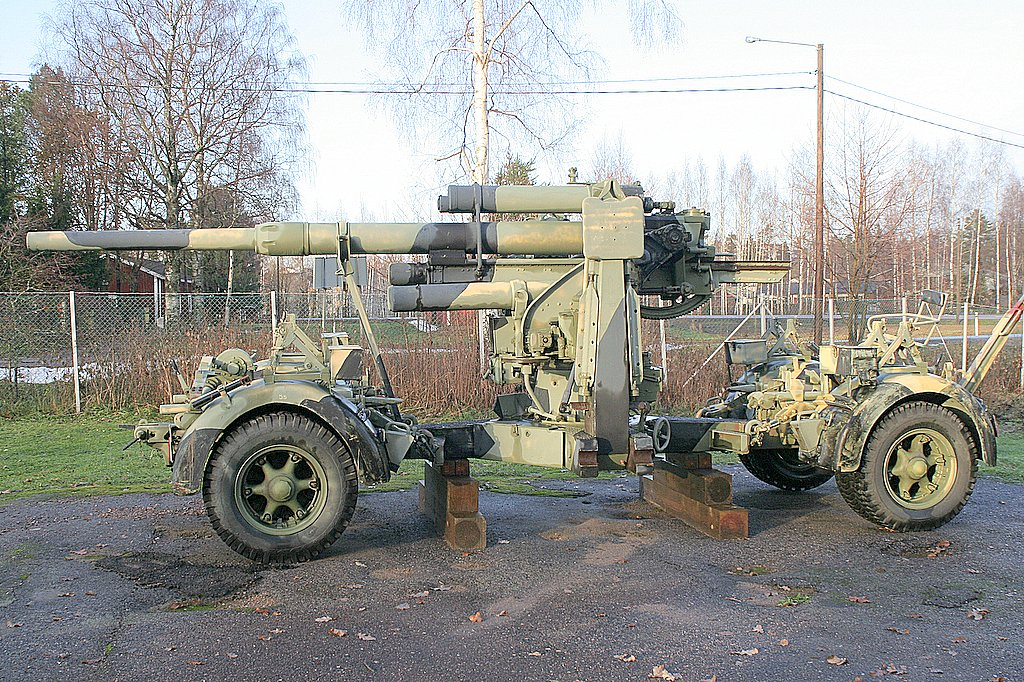
88mm FlaK37 牽引形態
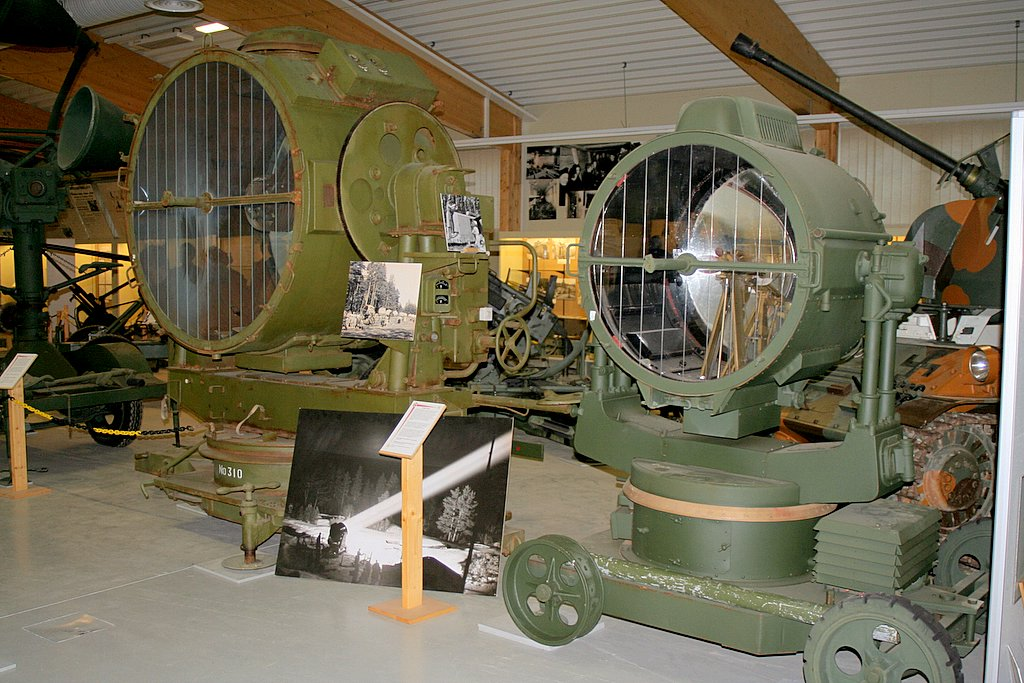
第二次世界大戦当時使用されていた探照灯
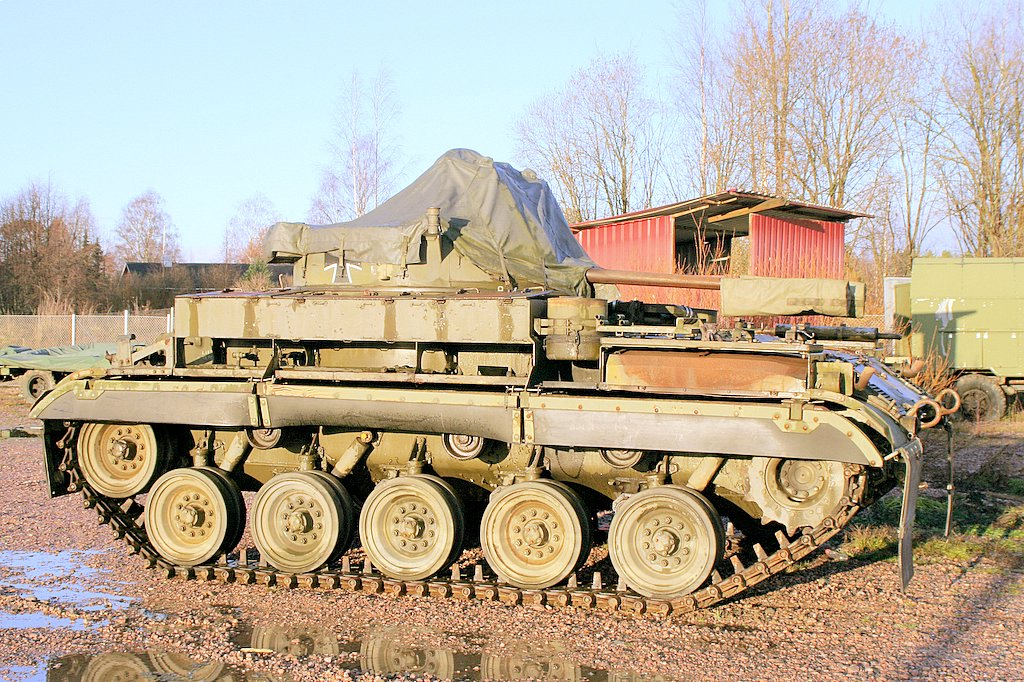
M42ダスター自走高射機関砲
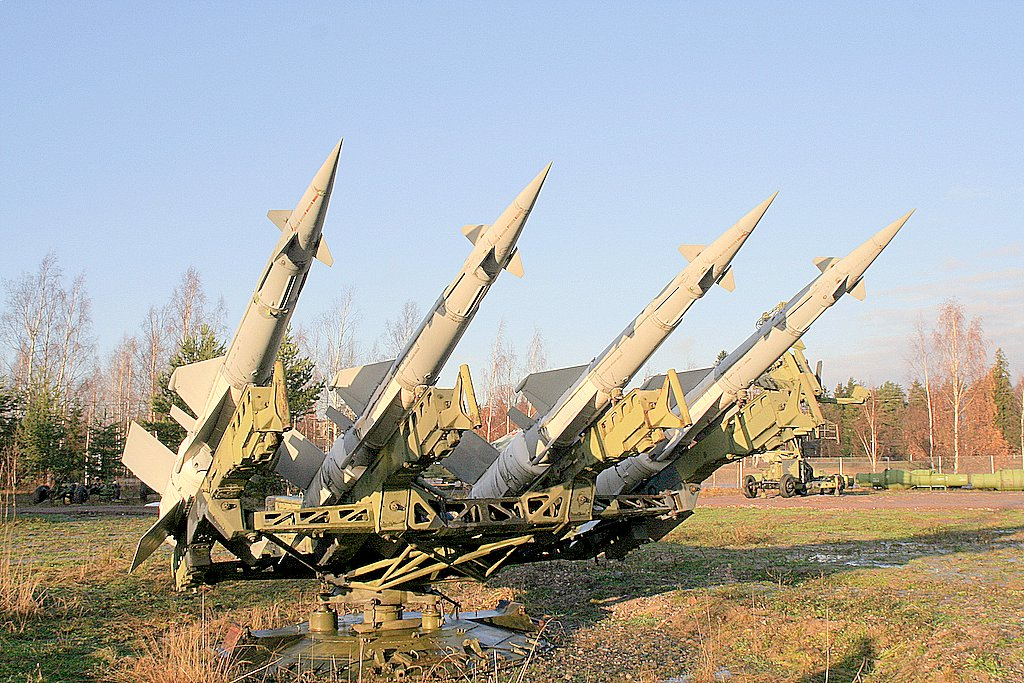
S-125 ネヴァー地対空ミサイル
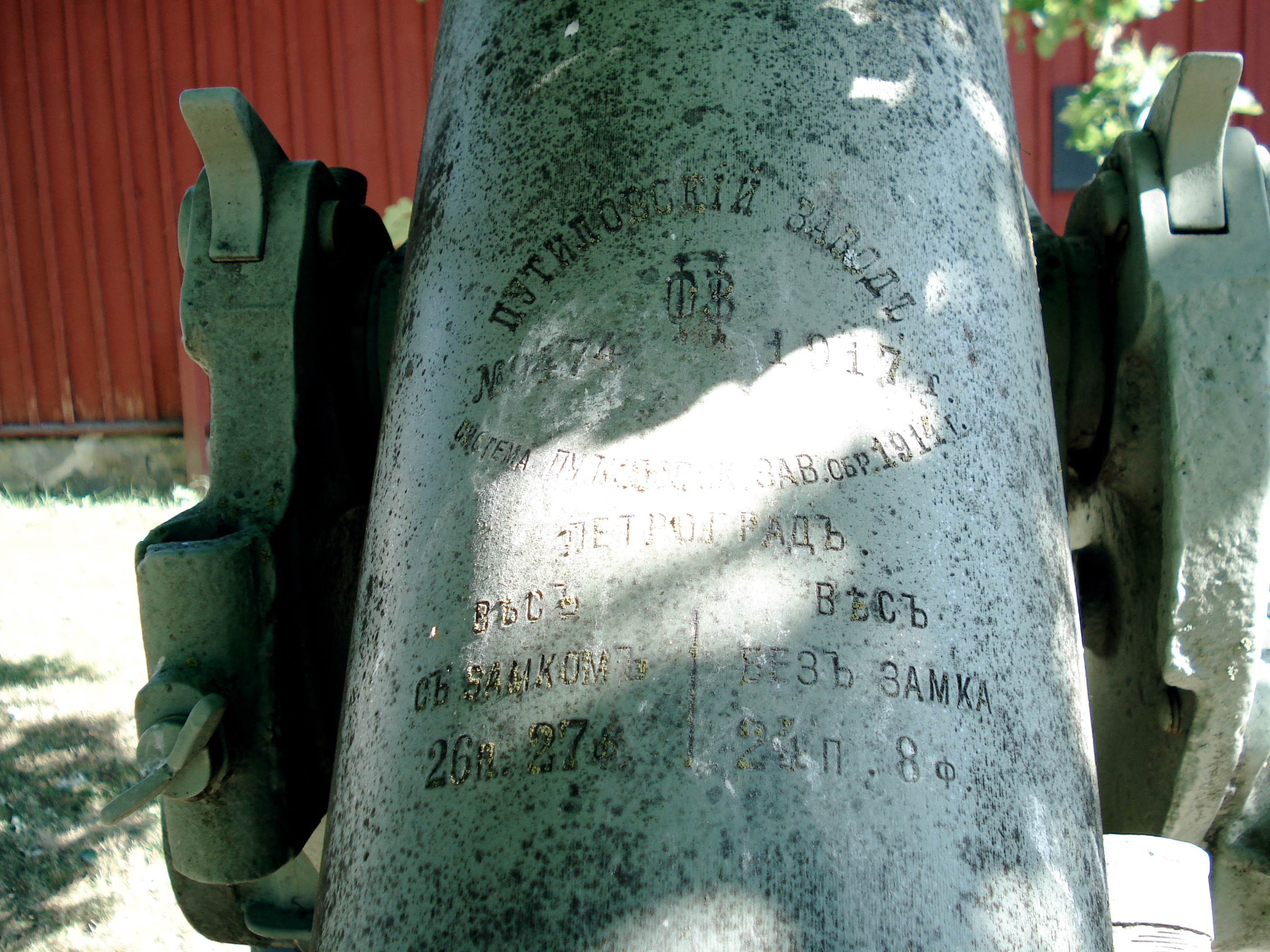
M1914 76mm高射砲
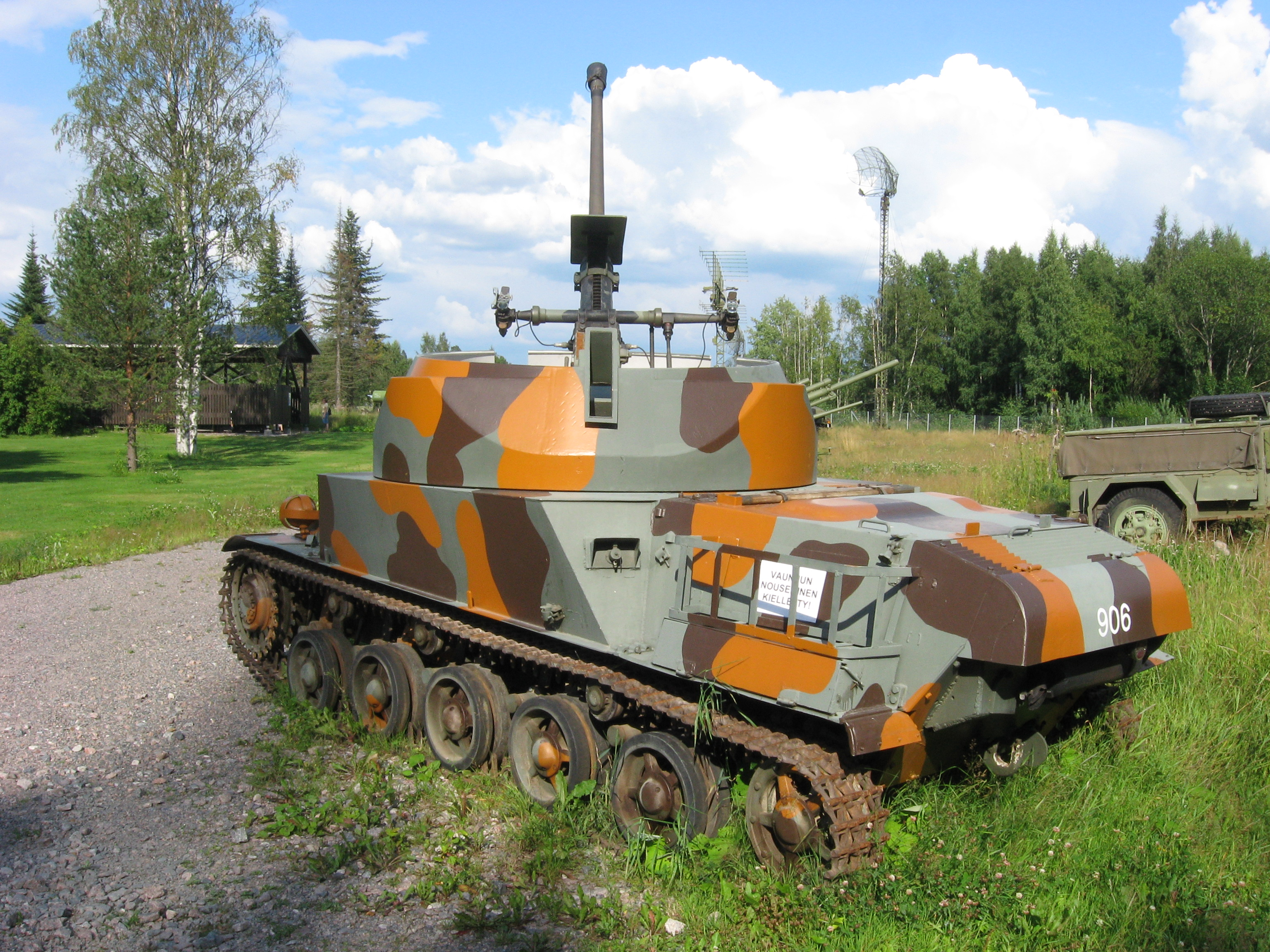
L-62アンティ II背面・屋外展示
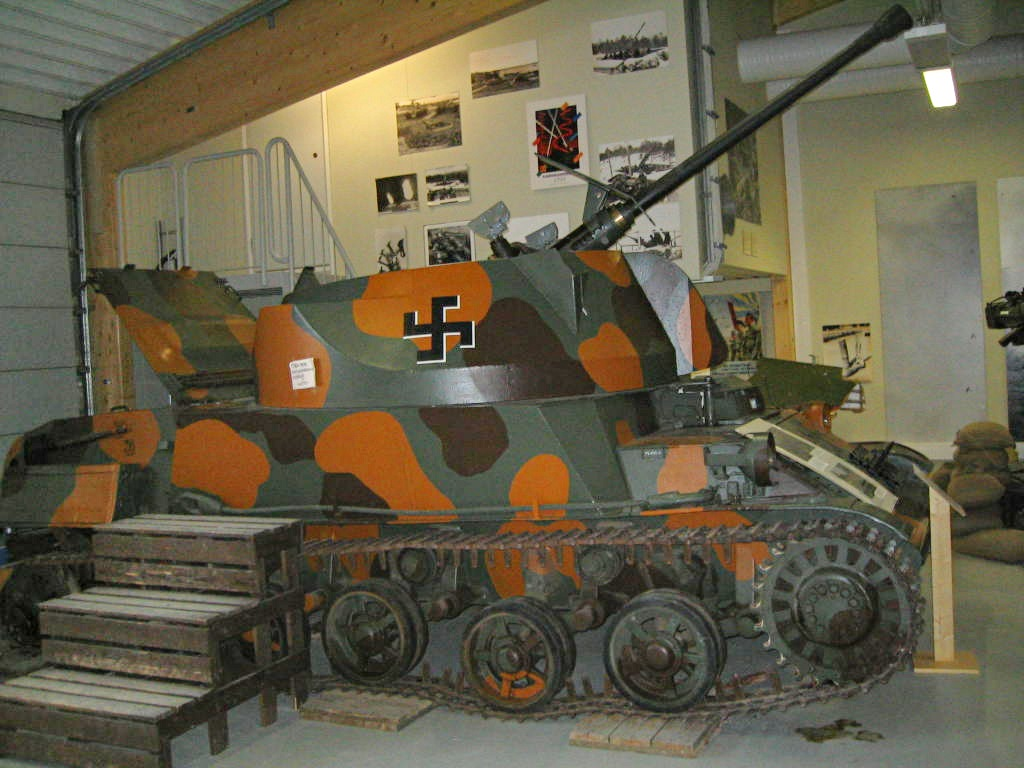
L-62アンティ 屋内展示
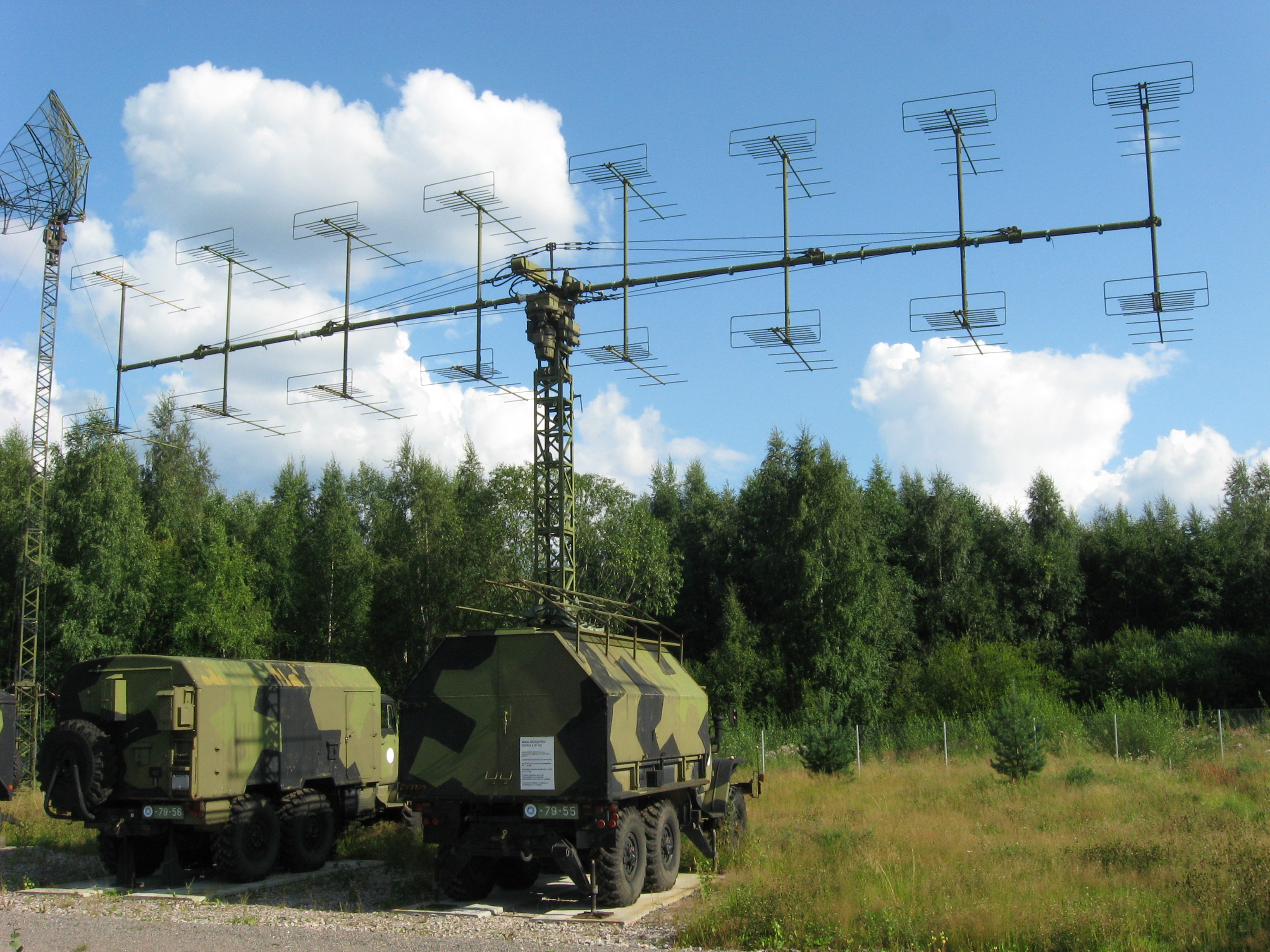
P-18対空レーダー
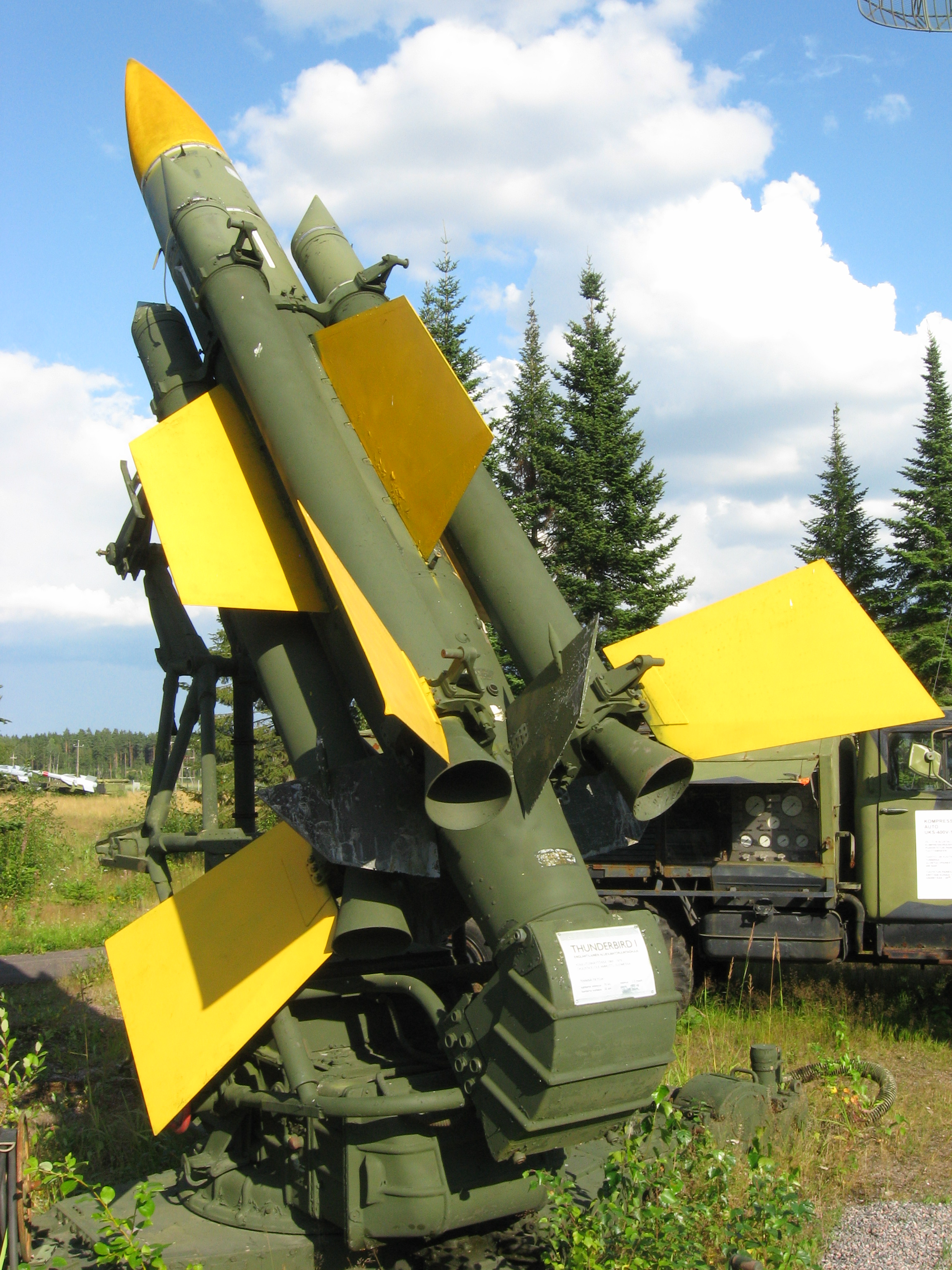
サンダーバード地対空ミサイル

## 参考
- http://kasapanos.web.infoseek.co.jp/museo/iltjumuseo/ilmatorjuntamuseo.html